# Ahmed Zewail
Ahmed Hassan Zewail, född 26 februari 1946 i Damanhur i Egypten, död 2 augusti 2016 i Pasadena i Kalifornien, var en egyptisk-amerikansk fysikalisk kemist. Han fick Nobelpriset i kemi år 1999, för "sina studier av kemiska reaktioners övergångstillstånd med femtosekundspektroskopi".
Zewail började studera vid universitetet i Alexandria och fortsatte sina studier i USA. 1974 disputerade han vid University of Pennsylvania. Efter två år vid University of California i Berkeley anställdes han vid California Institute of Technology, där han sedan 1990 innehade Linus Pauling-professuren i kemisk fysik.
Zewail studerade atomerna och molekylerna i "slow motion" under kemiska reaktioner, och såg vad som egentligen händer då kemiska bindningar bryts och nya skapas. Han använde en teknik som kan beskrivas som världens kamera. Den går ut på att använda så korta laserblixtar att man är nere på den tidsskala där reaktionerna verkligen sker, nämligen femtosekunder (fs). En femtosekund är 10–15 sekunder, alltså 0,000000000000001 sekunder, vilket är lika kort i förhållande till en sekund som en sekund är i förhållande till 32 miljoner år. Detta område inom den fysikaliska kemin har fått namnet femtokemi.
Zewail avled den 2 augusti 2016 i en bilolycka.

## Utmärkelser
Zewail tilldelades 1993 Wolfpriset i kemi och 2011 Davymedaljen. Han var sedan 2003 utländsk ledamot av Kungliga Vetenskapsakademien.
- Medlem av American Physical Society,  1982[11]
- Guggenheimstipendiet,  1987[12]
- Kung Faisals internationella pris i vetenskap, med  Theodor W. Hänsch,  1989
- Kung Faisals internationella pris,  1989
- Carl Zeiss forskningspris,  1992
- Wolfpriset i kemi,  1993[13]
- Earle K. Plyler-priset för molekylär spektroskopi,  1993[14]
- Herbert P. Broida-priset,  1995[15]
- NAS Award in Chemical Sciences,  1996
- Peter Debye Award,  1996[16]
- Welch's kemipris,  1997[17]
- Hedersdoktor vid Université de Lausanne,  1997[18]
- Linus Pauling Award,  1997[19]
- Tolman Award,  1997[20]
- E. Bright Wilson Award in Spectroscopy,  1997[21]
- William H. Nichols Medal Award,  1998[22]
- Ernest Orlando Lawrence-priset,  1998[23]
- Benjamin Franklin-medaljen,  1998
- Nilorden,  1999[11]
- Nobelpriset i kemi,  1999[24][25]
- Fellow of the African Academy of Sciences,  2001[26]
- Utländsk ledamot av Royal Society,  2001[27]
- Hedersdoktor vid Lunds universitet,  2003[28]
- Hedersdoktor vid Pekinguniversitetet,  2004[29]
- Albert Einstein världsutmärkelse inom vetenskap,  2005
- Hedersdoktor vid Universidad Complutense,  2008
- Othmer Gold Medal,  2009[30]
- Great Immigrants,  2010[31]
- Priestleymedaljen,  2011[32]
- Davymedaljen,  2011[33]
- Mendel-medaljen,  2012[34]
- Riddare av Hederslegionen,  30 juni 2012[35]
- Hedersdoktor vid Yale University,  19 maj 2014[36]
- Nationalförtjänstorden
- Order of the Republic
- Cederträdorden
- Zayedorden
- Egyptens förtjänstorden
- Stora ordensbandet av Cederträdorden
- Camille Dreyfus Teacher-Scholar Awards
- Egyptens republikorden
- Officer av Nationalförtjänstorden
- Tunisiens republikorden
- De to nil-ordenen

[Redigera Wikidata]